# Santa Elena (Iucatã)
Santa Elena é um município do estado do Iucatã, no México. A população do município calculada no censo 2005 era de 3.617 habitantes.